# Луций Апустий Фуллон (консул)
Лу́ций Апу́стий Фулло́н (лат. Lucius Apustius Fullo; умер, предположительно, после 215 года до н. э.) — римский политический деятель-плебей, консул 226 года до н. э. Первым из Апустиев достиг высших должностей. Известно, что его отец и дед носили преномены Луций и Гай соответственно. Когномен «Фуллон» (лат. Fullo), по-видимому, имеет греческое происхождение и переводится «сукновал» (др.-греч. γναφεύς).
О консульстве Луция, коллегой по которому был патриций Марк Валерий Максим Мессала, ничего не известно. В связи с событиями 215 года до н. э. Тит Ливий упоминает легата Луция Апустия в Таренте. Возможно, речь идёт о Фуллоне.
Претор 196 года до н. э. Луций Апустий мог быть сыном Луция Апустия Фуллона.